# Penetració amb els dits
La penetració amb els dits és l'estimulació sexual de la vulva (inclòs el clítoris) o la vagina mitjançant l'ús dels dits. La digitació vaginal s'anomena legalment i mèdica penetració digital o penetració digital de la vagina. També pot incloure l'estimulació de l'anus.

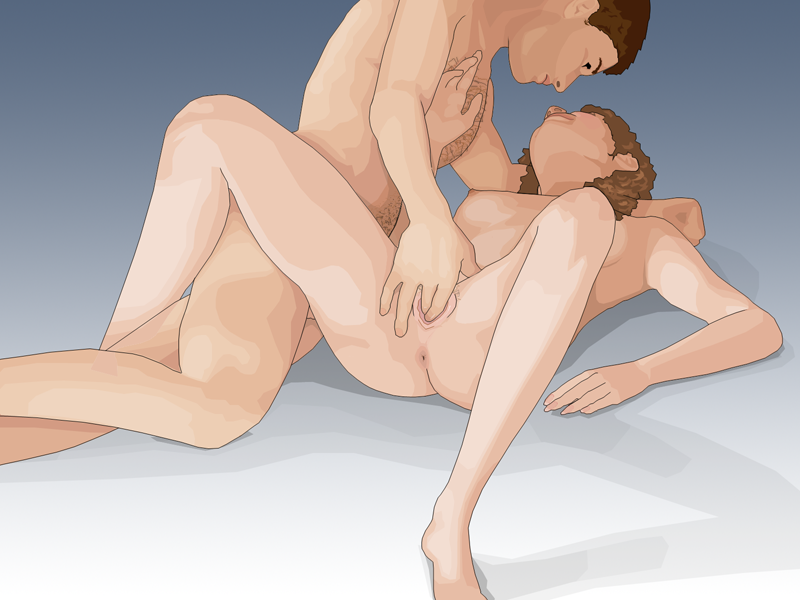
Il·lustració d'un home penetrant una dona amb els dits.

El fingering realitzat a una vulva o vagina aliena és una forma de sexe manual anàloga al handjob (estimulació manual del penis). Pot ser part de l'excitació sexual, jocs sexuals, o bé constituir una activitat sexual completa.
Penetrar-se digitalment a un mateix és una forma de masturbació.

## Pràctica
L'aspecte principal de la penetració amb els dits, tant si es realitza sobre un mateix com si es realitza a una altra persona, és l'estimulació manual de la vulva (o anus) mitjançant el fregament o inserció dels dits.

### Vulva
Certes parts de la vulva, com ara el clítoris, són zones erotògenes, que quan són estimulades duen a l'orgasme. Els estudis indiquen que entre el 70 i el 80 per cent de les dones requereixen estimulació directa del clítoris per aconseguir l'orgasme.
L'estimulació del clítoris es realitza mitjançant l'estimulació del gland o de l'eix del clítoris, generalment a través de la pell del prepuci clitorial, amb frecs verticals, horitzontals o circulars. La resta de la vulva, com ara els llavis, també s'estimulen de la mateixa manera.

### Vagina
Tot i que la vagina no és especialment sensible en conjunt, el terç inferior (la zona propera a l'entrada) té concentracions de terminacions nervioses que poden proporcionar sensacions agradables durant l'activitat sexual.
Sovint es realitza la digitació de la vagina per estimular una zona anomenada punt G, que se situa a uns cinc centímetres, per damunt de la paret anterior de la vagina. L'estimulació d'aquest punt pot provocar l'ejaculació femenina.

### Anus

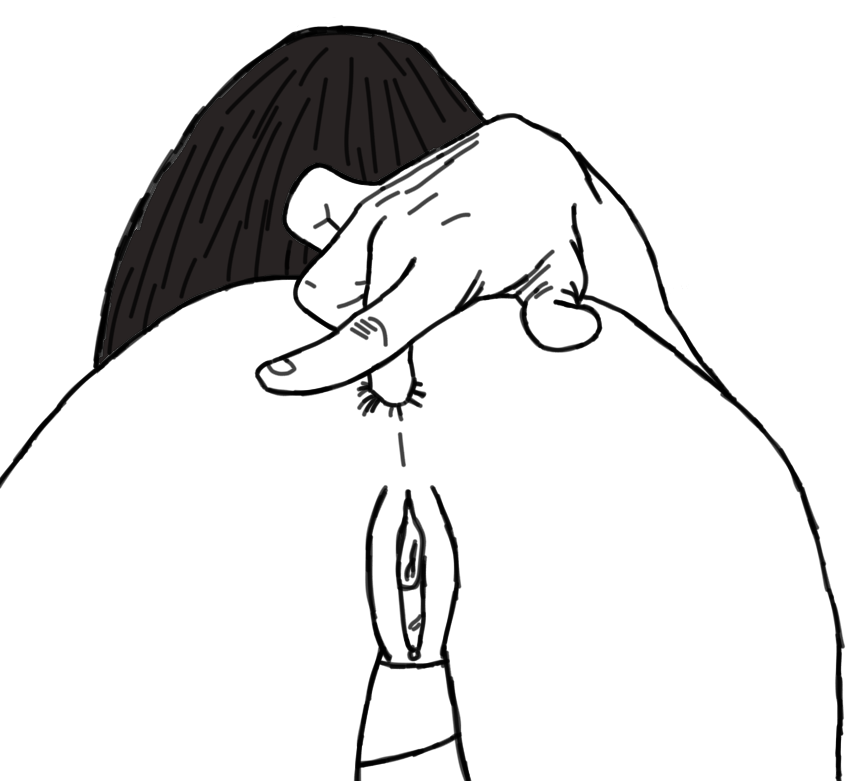
Il·lustració d'una dona penetrant-se l'anus.

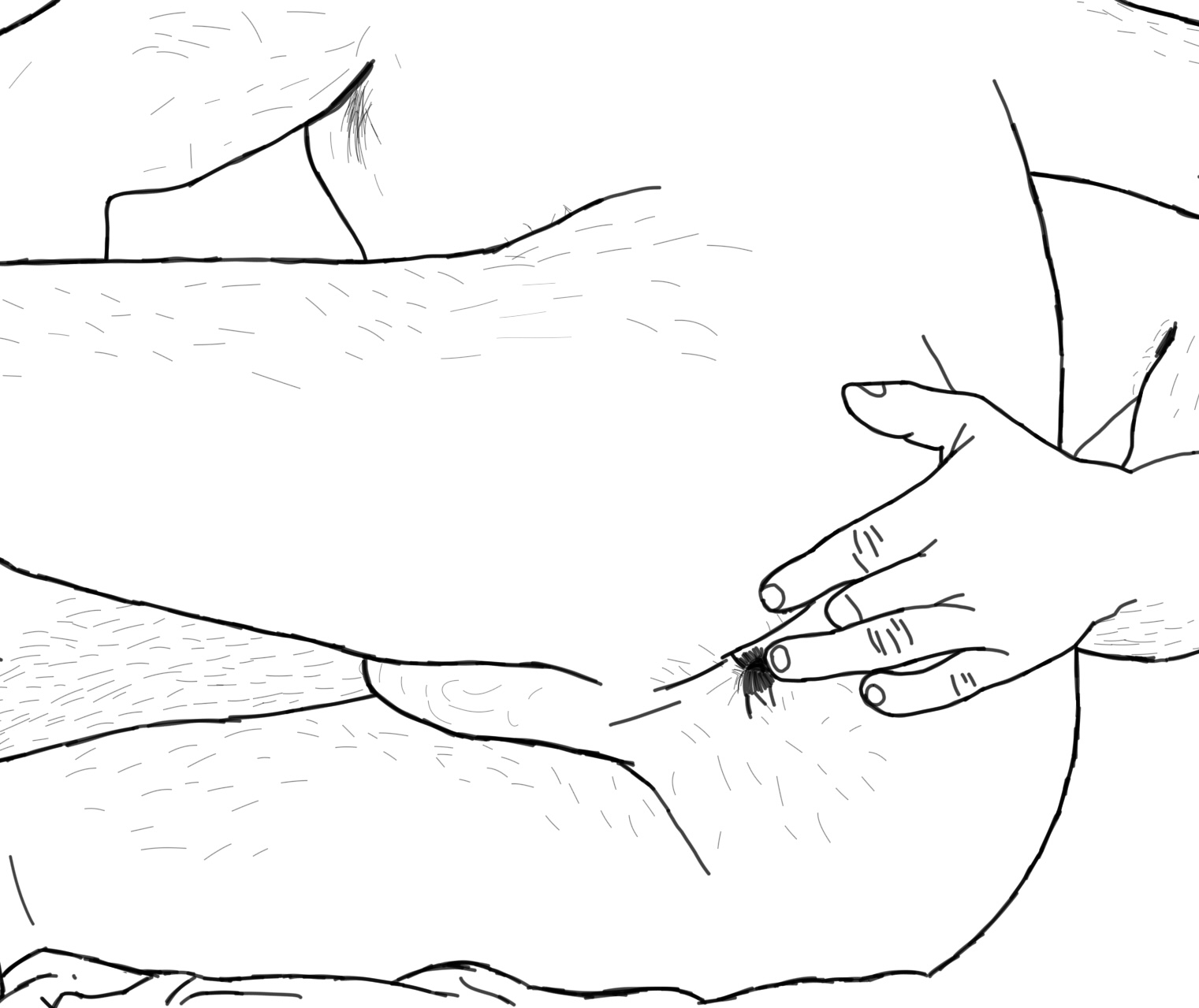
Il·lustració d'un home rebent fingering.

El fingering anal pot ser agradable a causa del gran nombre de nervis a la zona anal i per l'estimulació addicional obtinguda per estirar els músculs de l'esfínter anal mentre s'insereix el dit. S'aconsella l'ús de lubricant tant per augmentar la sensació de plaer com per facilitar la penetració. Algunes persones prefereixen simplement estimular l'exterior de l'anus, mentre que d'altres prefereixen la penetració directa del recte.
L'estimulació de l'anus propi és un acte de masturbació anal, mentre que tocar l'anus d'una altra persona és un tipus de sexe manual i anal i sovint s'usa com a acte preparatori abans de la inserció del penis.
En homes, el fingering anal és una manera d'estimular la pròstata, mentre que en dones pot estimular l'esponja perineal.

## Seguretat i agressió sexual
El fingering no consentit és tractat de maneres diferents segons el país. Per exemple, la penetració de la vagina o l'anus amb un dit i sense consentiment és considerat violació a Austràlia i violació forçosa (forcible rape) als Estats Units, mentre que a Escòcia és considerat "agressió sexual per penetració".